# Meyssac
 Meyssac  (en occitano Maiçac) es una comuna y población de Francia, en la región de Lemosín, departamento de Corrèze, en el distrito de Brive-la-Gaillarde. Es la cabecera y mayor población del cantón de su nombre.
Su población en el censo de 2008 era de 1236 habitantes.
Está integrada en la Communauté de communes des Villages du Midi Corrézien.

## Demografía
| 1049 | 983 | 1027 | 1046 | 1073 | 1103 | 1124 | 1100 | 1236 |
| Para los censos de 1962 a 1999 la población legal corresponde a la población sin duplicidades (Fuente: INSEE [Consultar]) |     |      |      |      |      |      |      |      |